# Trnava u Zlína
Trnava (deutsch Trnawa, 1939–1945 Tirnau) ist eine Gemeinde in Tschechien. Sie liegt sechs Kilometer nordöstlich von Slušovice und gehört zum Okres Zlín.

## Geographie
Trnava erstreckt sich über sieben Kilometer entlang des Baches Trnávka, dessen Tal die Grenze zwischen dem Wisowitzer Bergland und den Hosteiner Bergen bildet. Nördlich erhebt sich der Drabkův vrch (475 m), im Nordosten die Vápenky (552 m), Chléviska (641 m), Na Dílech (635 m) und Kopřivná (625 m), östlich die Sobolice (516 m) und der Miluchov (506 m), im Südwesten der Nad Bařinami (534 m) sowie westlich der Háje (509 m) und die Skalky (476 m). Gegen Westen und Norden erstreckt sich der Naturpark Hostýnské vrchy, im Osten der Naturpark Vizovická vrchovina. Östlich des Dorfes befindet sich der Stausee Všemina, südwestlich die Talsperre Slušovice.
Nachbarorte sind U Bačů, U Vaculů, Podkopná Lhota und Žára im Norden, Dvořisko, Geržičky und Papradná im Nordosten, U Chlévů und Liptál im Osten, Na Vrše und Všemina im Südosten, Dešná, Neubuz und Bílá Hlína im Süden, Slušovice, Březová, Nové Dvory und Hrobice im Südwesten sowie Velíková und Kašava im Westen.

## Geschichte
In der Gründungsurkunde des Klosters Smilheim von 1261 wurde der Bach Trnava aufgeführt, jedoch das Dorf nicht genannt. Es ist daher zu vermuten, dass das Dorf erst im 14. Jahrhundert entstand. Die erste schriftliche Erwähnung von Trnawa erfolgte 1368 in der Olmützer Landtafel, als Aleš von Komárov seine Güter in Trnawa und Komárov an Jarušek von Vícemilice verkaufte. Später wurde das Dorf an die Herrschaft Lukov angeschlossen. Zu den weiteren Besitzern gehörten u. a. die Nekesch von Landek. Am Übergang vom 16. zum 17. Jahrhundert nahm die Zahl der Lutheraner und Böhmischen Brüder in der Herrschaft stark zu. Lukrezia von Witschkow, geborene Nekesch von Landek, die 1607 die Herrschaft geerbt hatte, heiratete 1609 Albrecht von Waldstein. Dieser ließ in Fryšták, Kašava und Slušovice wieder katholische Pfarrer einsetzten. 1625 trat Waldstein Lukov mit allem Zubehör an den Kaiser ab, der die Herrschaft an Stephan Schmidt von Freihofen übergab. Von diesem erwarben 1628 die Minkwitz von Minkwitzburg die inzwischen stark verschuldete Herrschaft. Zu Beginn des 18. Jahrhunderts begann in Trnawa der Schulunterricht. 1710 kauften die Herren von Rottal Lukov. Johann von Rottal veräußerte die Güter 1724 an Johann Friedrich von Seilern-Aspang, dessen Nachkommen den Besitz bis 1945 hielten. Das älteste Ortssiegel stammt von 1728. Es zeigt einen Hirsch und trägt die Umschrift PECET DEDINI TRNAWI : AN 1728. Mit Unterstützung der Grafen Seilern-Aspang entstand 1840 in Trnawa ein eigenes Schulhaus. Bis zur Mitte des 19. Jahrhunderts blieb das Dorf immer nach Lukov untertänig.
Nach der Aufhebung der Patrimonialherrschaften bildete Trnava / Trnawa ab 1850 eine Gemeinde in der Bezirkshauptmannschaft Uherský Brod. Zu dieser Zeit bestanden in dem Dorf eine Mühle mit oberschlächtigem Wasserrad und zahlreiche Gewerbebetriebe. Ab 1855 gehörte die Gemeinde zum Bezirk Vizovice und ab 1868 zum Bezirk Holešov. Bis zur Weihe der eigenen Kirche im Jahre 1911 war Trnava nach Slušovice gepfarrt. In Trnava bestanden im Jahre 1930 73 Gewerbebetriebe. 1935 wurde Trnava dem Bezirk Zlín zugeordnet. Ab 1949 gehörte Trnava zum Okres Gottwaldov-okolí und ab 1960 wieder zum Okres Gottwaldov, der nach der politischen Wende von 1989 seit 1990 wieder den Namen Okres Zlín trägt. Zwischen 1961 und 1969 war Trnava mit Podkopná Lhota zu einer Gemeinde Trnava-Podkopná Lhota zusammengeschlossen. Die heutige Schule entstand auf dem Gelände einer ehemaligen Brennerei, das alte Schulhaus wurde zum Gemeindeamt und Post umgebaut.

## Ortsgliederung
Für die Gemeinde Trnava sind keine Ortsteile ausgewiesen. Zu Trnava gehören die Ansiedlungen Dvořisko und Paprádná sowie die Einschichten Bařiny, Skalky, Janůvky, U Komárů, Miluchov, Luhy, Na Vrše und Žára.

## Sehenswürdigkeiten

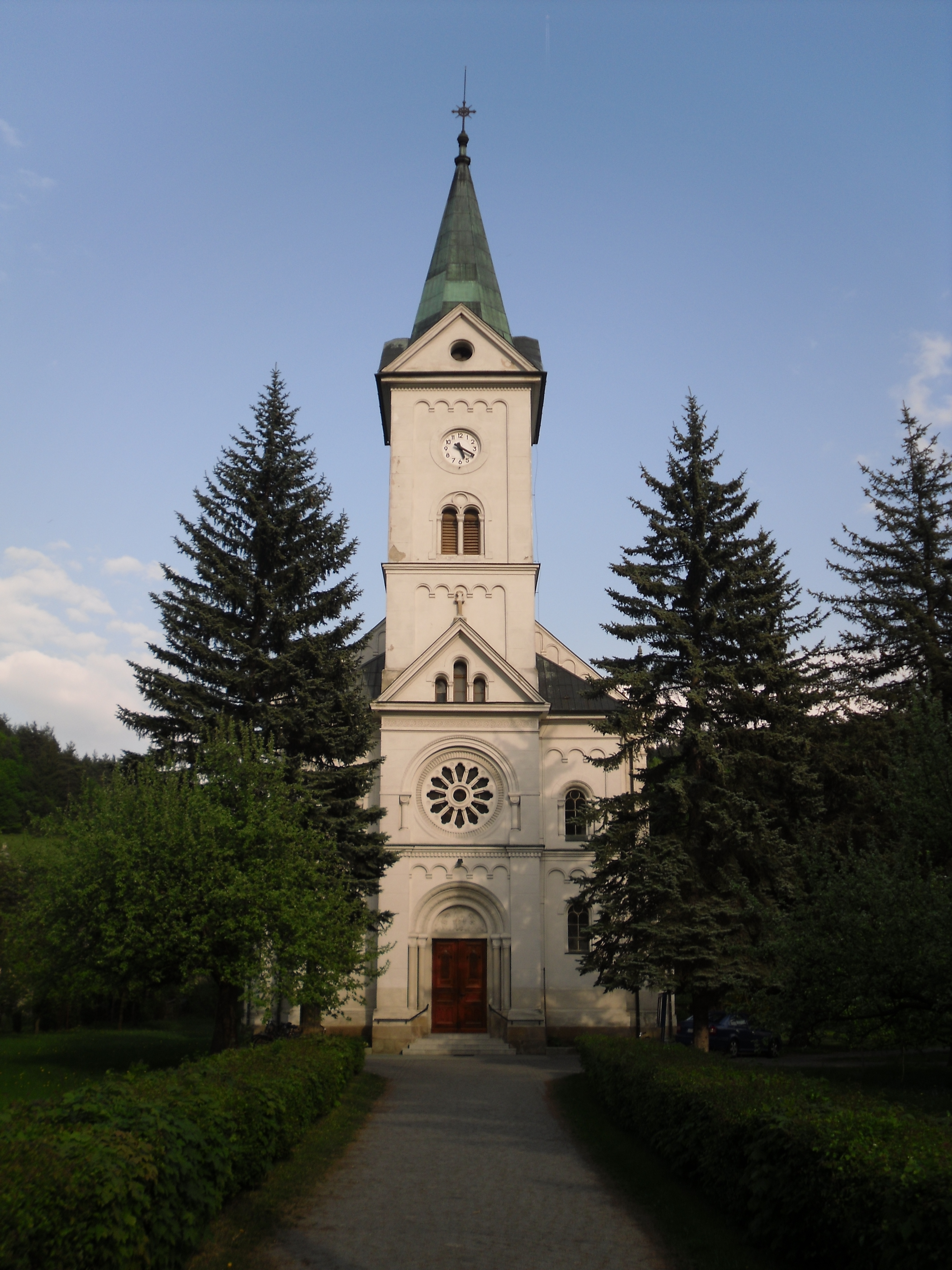
Kirche Maria Heimsuchung

- Neoromanische Kirche Maria Heimsuchung mit 38 m hohem Turm, geweiht 1911
- Naturdenkmal Jalovcová louka, über der Grundschule am Südosthang der Skalky
- Stausee Všemina, Erholungsgebiet im Tal der Všeminka, östlich des Dorfes
- Trinkwassertalsperre Slušovice, südwestlich des Ortes im Tal der Dřevnice